# Cannagara apuraria
Cannagara apuraria là một loài bướm đêm trong họ Geometridae.